# Sloup se sochou Panny Marie v Javorníku
Sloup se sochou Panny Marie se nachází na náměstí Svobody v Javorníku v okrese Jeseník. Památník je kulturní památkou ČR a je součástí městské památkové zóny Javorník.

## Historie
Mariánský sloup byl postaven v roce 1723 (opraven v roce 1787) na památku obětem morové epidemie z roku 1713, která postihla město Javorník. Mariánský sloup nechal postavit farář Godfried Josef Lorenz za výrazné finanční podpory radního a perníkáře Augustina Benedikta Hanckeho. V roce 2013 byla rozsáhlá rekonstrukce zakončena slavnostním posvěcením 10. listopadu 2013.

## Popis
Volně stojící sloup je zhotoven ze slezské žuly, skulptura je z kladského pískovce: výška celkem asi 6 m. Základnu tvoří čtyři stupně na čtvercovém půdorysu s hranolovým soklem s okosenými hranami a profilovanou krycí deskou. Na něm je hladký oblý sloup s rozšířením dříku a nízkou kompozitní hlavicí s volutami. Na ní je plastika, v kontrapostu stojící Panna Marie Immaculata došlapující na půlměsíc, který spočívá na zeměkouli obtočené hadem. V pravé ruce nese Ježíška, levou s žezlem má vztaženou šikmo k pasu. Kolem hlavy má kovovou svatozář s hvězdami. Na podstavci je nápis: Josephus Lorentz a Aug. Bened. Hanck, 15.8.1723, renov. 1887.